# ألفرد إي. خان
ألفرد إي. خان (بالإنجليزية: Alfred E. Kahn)‏ هو اقتصادي أمريكي، ولد في 17 أكتوبر 1917 في باترسون في الولايات المتحدة، وتوفي في 27 ديسمبر 2010 في إثاكا في الولايات المتحدة بسبب سرطان.

## وصلات خارجية
- ألفرد إي. خان على موقع مونزينجر (الألمانية)